# گد سیمونس
گد سیمونس (انگلیسی: Ged Simmons؛ زادهٔ ۱۹۶۰ میلادی) بازیگر اهل بریتانیا است.
از فیلم‌ها یا مجموعه‌های تلویزیونی که وی در آن‌ها نقش داشته‌است، می‌توان به دانتون ابی، شهر هالبی، هری پاتر و فرزند نفرین‌شده و مأموران مخفی اشاره نمود.